# Arcidiecéze Saint Andrews a Edinburgh
Arcidiecéze Saint Andrews a Edinburgh (latinsky Archidioecesis Sancti Andreae et Edimburgensis) je římskokatolická diecéze ve Skotsku. Arcidiecéze má čtyři sufragánní diecéze: diecéze Aberdeen, diecéze Argyll and The Isles se sídlem v Obanu, diecéze Dunkeld se sídlem v Dundee, diecéze Galloway se sídlem v Ayru.Katedrálním kostelem je dóm Nanebevzetí P. Marie v Edinburghu. Současným arcibiskupem je od roku 2013 Leo Cushley.

## Historie
Opatství v St Andrews vzniklo v polovině 8. století, opat měl biskupské svěcení a stál v čele diecéze. Roku 1472 byla diecéze povýšena na metropolitní arcidiecézi s osmi sufragánními biskupstvími. Po smrti arcibiskupa Johna Hamiltona v roce 1571 přešel jeho nástupce John Douglas k anglikánství a vznikla Skotská episkopální církev. Roku 1653 byla založena apoštolská prefektura Skotska, již v roce 1694 povýšená na apoštolský vikariát. Po následném dělení v roce 1878, když papež Lev XIII. obnovil katolickou hierarchii ve Skotsku, se stala metropolitní arcidiecézí.